# Darowskoj
Darowskoj (ros. Даровской) – osiedle typu miejskiego w Rosji, w obwodzie kirowskim, ośrodek administracyjny rejonu darowskiego. W 2010 liczyło 7125 mieszkańców.